# David Dias Pimentel
David Dias Pimentel (ur. 18 marca 1941 w Sao Miguel dos Acores, zm. 16 marca 2021 w São João da Boa Vista) – portugalski duchowny katolicki posługujący w Brazylii, biskup diecezji São João da Boa Vista w latach 2001−2016.

## Życiorys
Po ukończeniu nauki w niższym seminarium w Fatimie wyjechał do Brazylii. Studiował filozofię w seminarium w São Paulo oraz teologię na Papieskim Uniwersytecie Gregoriańskim.
Święcenia kapłańskie przyjął 29 czerwca 1969 i został inkardynowany do diecezji São José do Rio Preto. Pełnił następujące funkcje: rektora niższego seminarium w Rio Preto (1970−1971), proboszcza parafii katedralnej (1972−1980) oraz proboszcza parafii Monte Aprazivel (1980−1986).
W latach 1986−1995 pracował w diecezji Guarulhos. Pełnił w niej funkcje m.in. proboszcza miejscowej parafii katedralnej i wikariusza
generalnego tejże diecezji (1987−1994). Ponadto w latach 1991−1992 był administratorem diecezji Guarulhos.
W 1995 powrócił do Rio Preto i został rektorem miejscowego seminarium.

### Episkopat
11 grudnia 1996 został mianowany przez papieża Jana Pawła II biskupem pomocniczym archidiecezji Belo Horizonte ze stolicą tytularną Marazanae. Sakry biskupiej udzielił mu 31 stycznia 1997 ówczesny ordynariusz tejże archidiecezji, abp Serafim Fernandes de Araújo.
7 lutego 2001 został prekonizowany biskupem diecezji São João da Boa Vista. Urząd objął 25 marca tegoż roku.
28 września 2016 przeszedł na emeryturę. 16 marca 2021 zmarł na COVID-19.